# فلاسمور (ایلینوی)
فلاسمور (به انگلیسی: Flossmoor) یک منطقهٔ مسکونی در ایالات متحده آمریکا است که در شهرستان کوک (ایلینوی) واقع شده‌است. فلاسمور ۹٫۴۸ کیلومتر مربع مساحت و ۹٬۴۶۴ نفر جمعیت دارد.